# 大草原
大草原（英語：Prairie）指地球上干旱（半干旱）地区较少长树的一望无际的平坦草原地带，草原生態系統被生態學家認為屬於溫帶草原、稀樹草原與灌木叢這一生物群系的一部分，這是根據其相似的溫帶氣候、適中的降水量，以及以草類、草本植物和灌木（而非樹木）為主要植被類型所界定的。通常被稱作「prairie」（借自法語）的土地主要分布於北美。這一術語涵蓋了加拿大、美國與墨西哥境內所稱的內陸平原（Interior Plains）中低緯度地區，包括整個大平原地區（Great Plains）以及其東側較為濕潤、起伏的丘陵地帶。從西向東，一般呈現出從較乾燥的短草草原，過渡到混合草原，最終至土壤更肥沃、降水更多的高草草原的地貌變化。

## 定義

美國大草原的大致地區類型
短草草原
混合草原
高草草原

根據西奧多·羅斯福（他曾在北達科塔巡遊、考察過數年）的說法：
|  | 我們將“prairie”（大草原）這個詞引入了我們的語言，因為當我們的邊疆拓荒者最初到達美國中西部的土地時，看到那廣闊的高草草原——這種景象對他們而言前所未見，他們一直生活在陰暗的森林中——他們不知道該如何稱呼這些草地，便借用了當地法國居民已在使用的詞語。 |

英語中的“prairie”（發音：[pʁɛʁi]）借自法語，在法語中原本表示“草地、牧草地”，其詞源最終來自拉丁語單詞 pratum（意為同樣的“草地”）。
世界上常見的形容草原的詞：
- Pampas（彭巴草原/潘帕斯草原）：來自克丘亞語，专指南美无树木且較乾旱的草原
- Prairie：來自法語，专指较少长树的北美大草原和蒙古高原大草原
- Savanna（疏林草原）：來自西班牙語，专指非洲热带（亚热带）的稀树大草原（比如蘇丹草原）和美国东南部的无树平原
- Steppe（草原）：來自俄語，意為专指从东欧横穿前苏联南部直至西伯利亚的大片地区上的无树干草原（比如東歐大草原）
- Veld（灌叢草原（英语：Veld））：來自阿非利卡语，专指南非高地上的稀树草原

## 北美大草原
在北美，此类草原会特別被称作大草原，亦专指连接加拿大及美国的特大平原。這個地區，在科學文獻有時會被稱為大草原地區或大草原省份。在美国，大草原主要由北達科塔州、南達科塔州、內布拉斯加州、奧克拉荷馬州、德克薩斯州等八個州分組成，印第安納州等部份土地亦为大草原所占据。而在加拿大方面，著名的草原三省就是大片草原。北美大草原是世界上面积最大的禾草草原。

## 生態

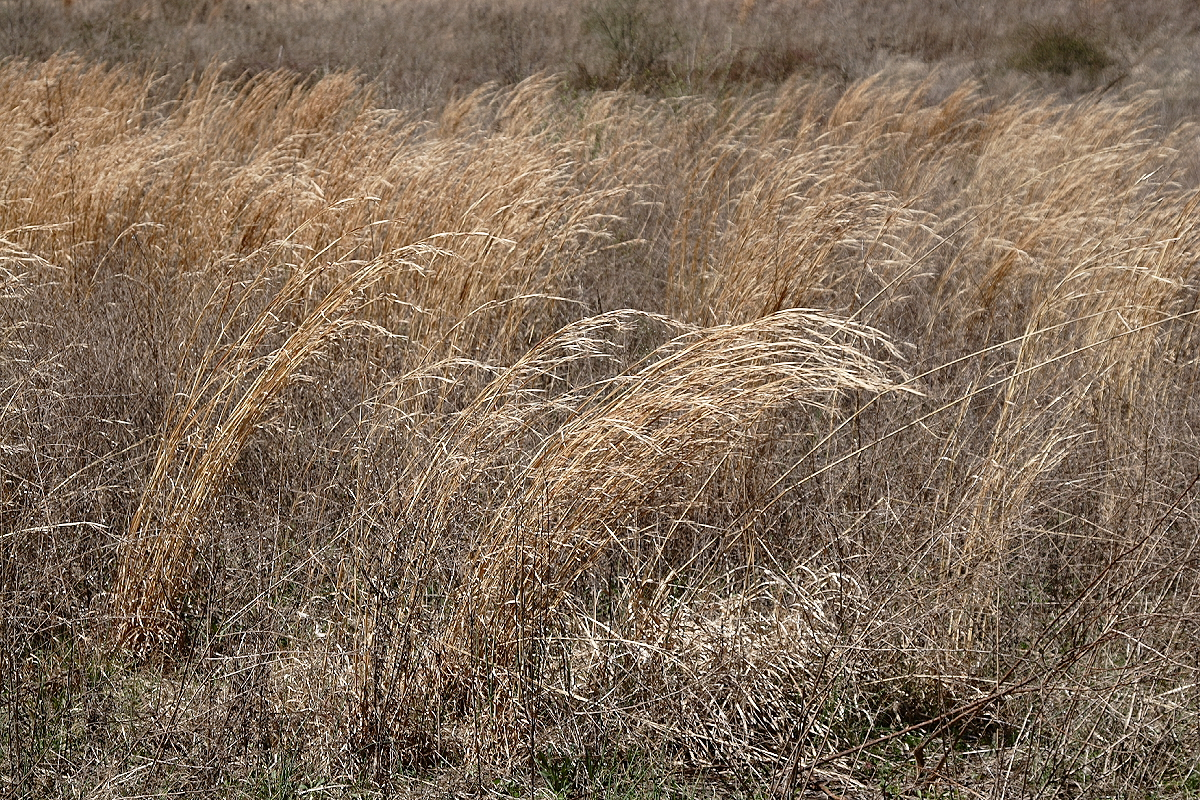
大草原上的草

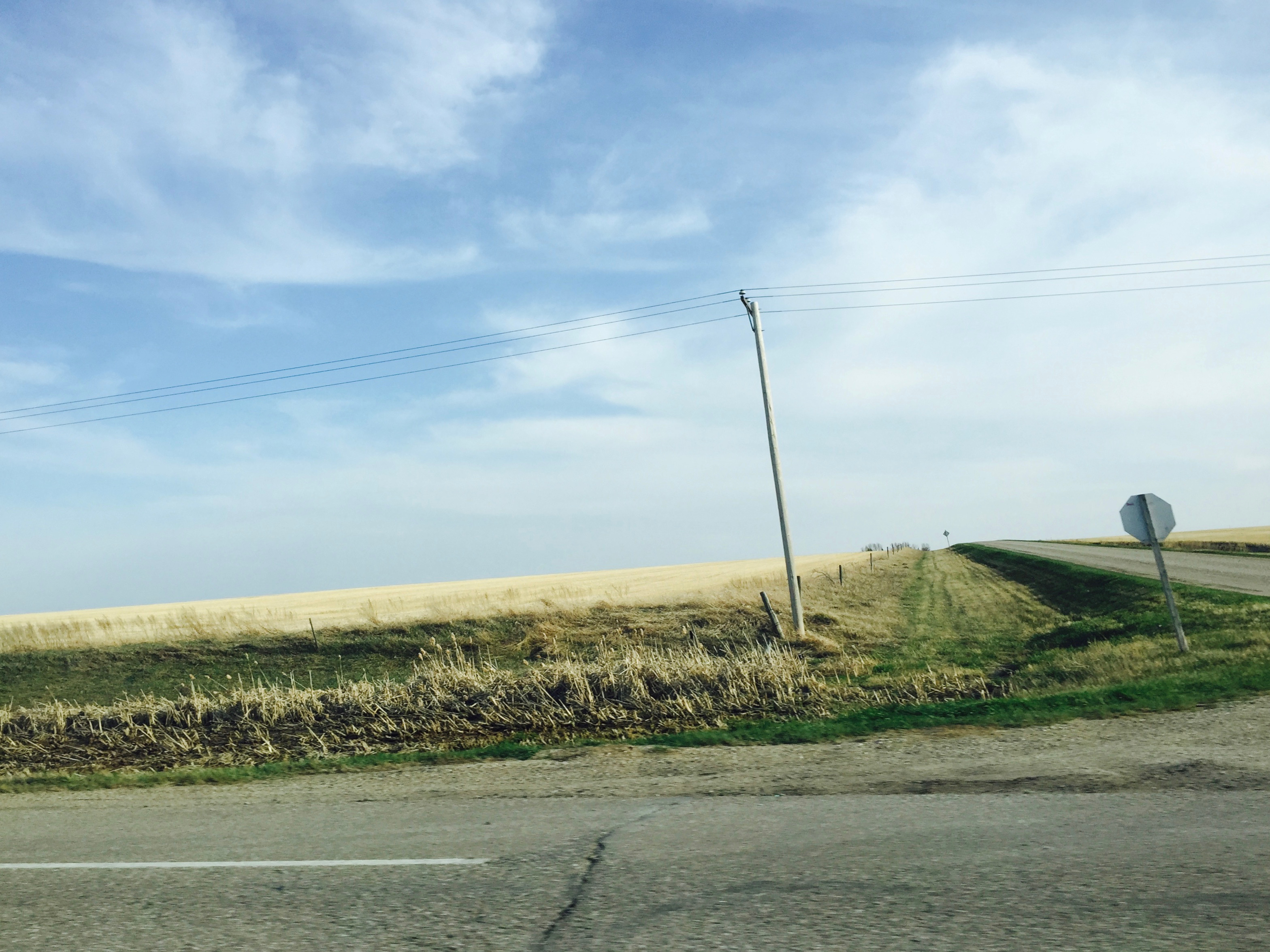
加拿大薩斯喀徹溫省南部草原地區的麥田交界處

美國與加拿大的大草原生態系可分為最東部的高草草原、最西部的短草草原以及介於兩者之間的混合草原。高草草原每年降水量超過30英吋，而短草草原則乾旱得多，年降水僅約12英吋，混合草原則介於兩者之間。由於土壤與地形的特性，也可能在局部地區形成濕草原、中等濕度草原（mesic prairie）與乾草原。濕草原通常出現在排水不良的低洼地區；而乾草原則多見於高地或坡地。乾草原是加拿大南部農業與氣候區——帕利澤三角地帶（Palliser's Triangle）的主要棲地類型。這片地區曾一度被認為完全無法耕作，但隨著灌溉技術的進步，如今已成為加拿大最重要的農業區之一。

### 生物多樣性
草原的優勢植物群是草類，其中可能包含40至60種不同的草類。除了草之外，草原上還可見到超過300種的開花植物。位於堪薩斯州的孔扎高草草原生物站（Konza Tallgrass Prairie Biological Station）擁有250種原生植物，並為208種鳥類、27種哺乳動物、25種爬行動物以及超過3,000種昆蟲提供棲地。
草原上的主要草種包括印度草（Sorghastrum nutans）、大藍莖（Andropogon gerardi）、垂穗狼尾草（Bouteloua curtipendula）、加拿大披碱草（Elymus canadensis）以及柳枝稷（Panicum virgatum）。
草原被視為一種火依賴生態系（fire-dependent ecosystem）。原住民定期進行控制性燃燒，這種做法源自他們對自然火災及其影響的觀察。此舉有助於維持草原的生物多樣性，清除枯死植物，防止樹木遮蔽草類與草本植物。此外，草原亦依賴大型草食動物，尤其是美洲野牛的存在。
美洲野牛之所以對草原生態系統至關重要，是因為牠們透過啃食、蹄踏、打滾及排糞等行為改變並塑造環境。野牛主要啃食草類而非開花植物，因此能提高草原植物的多樣性。相較之下，牛隻通常偏好吃開花植物而非草類，但目前尚不清楚這是否源自物種本身的差異，還是因為圈養的牛活動範圍有限所致。野牛的糞便為草原土壤提供重要養分，幫助種子散播，並供養超過1,000種昆蟲，包括一些只能靠野牛糞便生存的糞金龜。

### 退化
儘管大草原地區經常遭遇乾旱與偶發的暴雨，大平原上的草原並未出現嚴重的土壤侵蝕現象。這是因為原生草類深厚的根系牢牢抓住了土壤，防止水土流失。當植物死亡後，真菌與細菌會將其養分回歸土壤。這些深根同樣使得原生草類在乾旱條件下也能汲取地下水分，因而比現代農作物更能耐旱。
然而，當東部的高草草原被翻耕成農田後，其強韌的根系也隨之破壞。再加上嚴重乾旱，最終導致了黑色風暴（Dust Bowl）——這是一場重大的生態災難，狂風吹起乾燥、未受保護的表層土壤，形成覆蓋天空的“黑風暴”，連續數日遮天蔽日，橫跨19個州，迫使40萬人離開大平原生態區。黑色風暴被認為是導致大蕭條的一項重要原因。